# Zygmunt Karliński

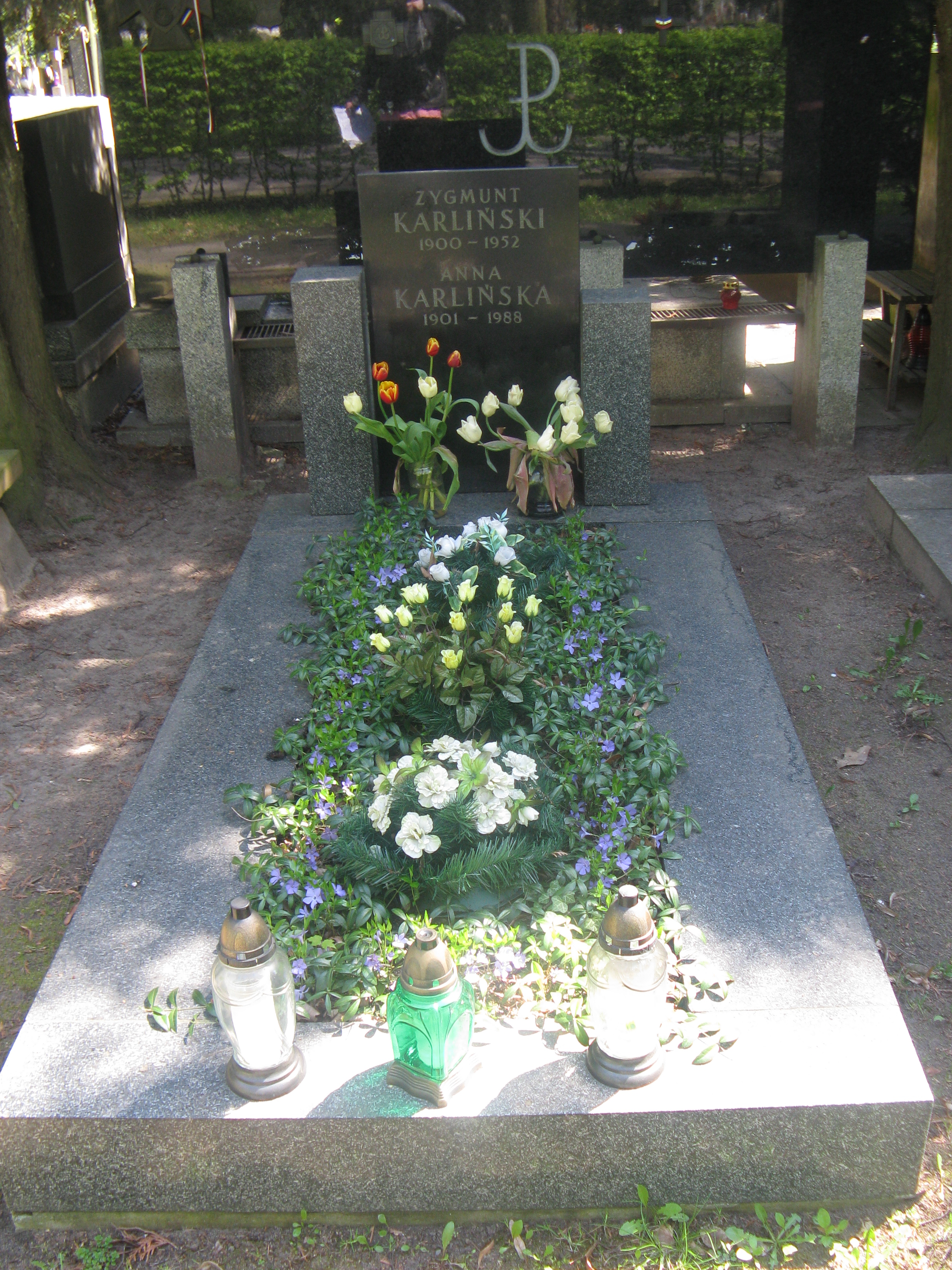
Grób Zygmunta Karlińskiego na cmentarzu Wojskowym na Powązkach

Zygmunt Karliński właśc. Zygmunt Wojsławski, ps. Wojtek, Stanisław, Zygmunt (ur. 1 maja 1900 w Grajewie, zm. 22 listopada 1952 w Warszawie) – działacz komunistyczny, uczestnik wojny domowej w Hiszpanii, kierownik Centralnej Techniki Związku Młodzieży Komunistycznej (ZMK), zastępca kierownika Centralnej Techniki Partyjnej KC KPP, inspektor Ministerstwa Przemysłu i Handlu 1946–1947, starszy inspektor Ministerstwa Przemysłu Ciężkiego 1951–1952.

## Życiorys
Pochodził z rodziny żydowskiej, był synem Wolfa Wojsławskiego. Po ukończeniu warszawskiej szkoły średniej był księgowym. W 1919 wstąpił do KPRP/KPP i do Związku Zawodowego Pracowników Handlowych i Biurowych. W latach 1925–1929 był członkiem żydowskiej organizacji komunistycznej „Pochodnia”, w 1926–1928 działaczem warszawskiego i ogólnokrajowego kierownictwa komunistycznego ruchu studenckiego. W 1928 był kierownikiem Centralnej Techniki ZMK, a w latach 1930–1931 zastępcą kierownika Centralnej Techniki Partyjnej KPP. Od 1929 zawodowy funkcjonariusz partyjny KPP („funk”). W latach 1929–1931 sekretarz związku zawodowego robotników przemysłu drzewnego, w 1931–1932 działacz Międzynarodowych Organizacji Marynarzy i Pracowników Handlowych w Gdańsku. Na początku 1932 wyjechał do ZSRR i wstąpił do WKP(b) i od lutego do listopada 1932 studiował w Międzynarodowej Szkole Leninowskiej, następnie do 1936 studiował fizykę na Moskiewskim Uniwersytecie Państwowym. Między marcem a październikiem 1936 pracownik naukowy (optyk) w Moskiewskiej Fabryce Filmowej. W latach 1936–1938 walczył w Brygadach Międzynarodowych w wojnie domowej w Hiszpanii. Oficer sztabowy (kapitan) 13 Brygady Międzynarodowej i administrator szpitali. Od czerwca 1938 do marca 1939 redaktor „Dziennika Ludowego”, polskojęzycznego komunistycznego dziennika w Paryżu. Po zakończeniu wojny w Hiszpanii (28 marca 1939) powrócił do Moskwy, gdzie pracował w fabryce żarówek, a od marca 1942 w Komitecie Radiowym. Między czerwcem 1944 a kwietniem 1945 członek przedstawicielstwa PPR w Moskwie.
Latem 1945 wrócił do kraju i rozpoczął działalność w PPR/PZPR. W 1945 został odznaczony Krzyżem Walecznych za udział w hiszpańskiej wojnie domowej. Od czerwca 1946 do kwietnia 1947 był inspektorem Ministerstwa Przemysłu i Handlu w Bytomiu, od maja 1947 do października 1949 kierownikiem Zakładu Fizyki w Instytucie Metalurgicznym w Katowicach. Od listopada 1949 do września 1950 pełnił stanowisko dyrektora technicznego Głównego Instytutu Fizyki Technicznej w Warszawie, od września 1950 dyrektora technicznego Zakładów Wytwórczych Lamp Elektronowych L-1 w Warszawie. W marcu 1951 został starszym inspektorem w Ministerstwie Przemysłu Ciężkiego, a następnie Przemysłu Maszynowego.
W 1952 otrzymał Nagrodę Państwową III stopnia za zbudowanie uproszczonego staloskopu. 
Był mężem Anny z domu Ambasz (1901–1988).
Zmarł w Warszawie, spoczywa obok żony na cmentarzu Wojskowym na Powązkach (A 25-Tuje-17).